# Saba Valadkhan
Saba Valadkhan (persisch صبا ولدخان; * 20. Jahrhundert in Teheran, Iran) ist eine iranisch-amerikanische Biomedizinerin und Hochschullehrerin. Sie ist Professorin sowie RNA-Forscherin am Zentrum für RNA-Molekularbiologie in der Abteilung für Biochemie an der Case Western Reserve University.

## Leben und Werk
Valadkhan wurde in Teheran geboren und wuchs dort auf. Von 1989 bis 1996 besuchte sie die medizinische Fakultät der Iran-Universität für Medizinische Wissenschaften und Gesundheitsdienste und belegte 1993 im landesweiten Basic Sciences Medical Board Exam den vierten Platz im Iran. 1996 erwarb sie den MD und zog in die Vereinigten Staaten, um an der Columbia University zu promovieren. Sie erhielt dort 1997 ihren Master of Arts und 2000 den Master of Philosophy. Sie forschte bei James L. Manley zu der Rolle kleiner nukleärer RNAs im menschlichen Spleißosom. Während ihres Studiums an der Columbia University erhielt sie Auszeichnungen für ihre Lehrtätigkeit und Forschung. Ihre Dissertation: Catalytic and folding properties of protein-free spliceosomal snRNSs wurde mit einem Harold Weintraub Award des Fred Hutchinson Cancer Research Center in Seattle ausgezeichnet.
2004 wurde sie Assistenzprofessorin am RNA Center der Case Western Reserve University in Cleveland und wurde im selben Jahr zur Searle Scholar ernannt. Im Mai 2004 wurde das Valadkhan Lab offiziell gegründet. 2022 wurde sie außerordentliche Professorin an der Case Western Reserve University.
2006 war sie Gründungsmitglied der Rosalind Franklin Society.

## Forschung
20–30 % der genetischen Erkrankungen des Menschen werden durch Fehler der Spleißosomen verursacht. Valadkhans Forschung konzentriert sich auf das Verständnis der Struktur und Funktionen des Spleißosomenkerns anhand eines von ihr entwickelten Minimalspleißosoms. Der Schwerpunkt ihrer Forschung liegt auf der Aufklärung der Struktur und Funktion des katalytischen Kerns des Spleißosoms, wobei sie ein neuartiges, minimales Spleißosom nutzt. Dieses Minimalsystem, das nur aus zwei spliceosomalen snRNAs besteht, katalysiert eine Reaktion, die mit der Spleißreaktion identisch ist. Das Minimalsystem liefert nicht nur direkte Beweise für die RNA-Katalyse im Spleißosom und klärt damit die Frage nach der Identität der katalytischen Domäne, sondern stellt auch ein neuartiges und leistungsfähiges Werkzeug zum Studium der Struktur und Funktion des Spleißosoms dar.

## Auszeichnungen (Auswahl)
- 2004: Großer Preis der AAAS für junge Wissenschaftler
- 2005: Science Young Scientist Award, American Association for the Advancement of Science (AAAS)[7]
- 2006: Nsoroma Award vom Cleveland Chapter der National Technical Association
- Valadkhan wurde vom Red Herring Magazine zu einer der zehn innovativsten Wissenschaftlerinnen des Landes gewählt, deren Ideen die Grundlage für Unternehmen der nächsten Generation sein könnten